# Campeonato Europeo de Ciclismo de Montaña
El Campeonato Europeo de Ciclismo de Montaña es la competición más importante de ciclismo de montaña a nivel europeo. Es organizado desde 1989 por la Unión Europea de Ciclismo (UEC), aunque de forma separada para cada especialidad de este deporte.

## Ediciones
| Año  | Campo a través (XC)                         | Maratón (XCM)                              | Eliminación (XCE)                          | Descenso (DES)                       | Trials (TRI)                 |
| ---- | ------------------------------------------- | ------------------------------------------ | ------------------------------------------ | ------------------------------------ | ---------------------------- |
| 1989 | Anzère · ( Suiza)                           | —                                          | —                                          | —                                    | —                            |
| 1990 | —                                           | —                                          | —                                          | —                                    | —                            |
| 1991 | La Bourboule ( Francia)                     | —                                          | —                                          | La Bourboule ( Francia)              | —                            |
| 1992 | Möllbrücke · ( Austria)                     | —                                          | —                                          | Möllbrücke · ( Austria)              | —                            |
| 1993 | Klosters · ( Suiza)                         | —                                          | —                                          | Klosters · ( Suiza)                  | —                            |
| 1994 | Métabief ( Francia)                         | —                                          | —                                          | Métabief ( Francia)                  | —                            |
| 1995 | Špindlerův Mlýn · ( República Checa)        | —                                          | —                                          | Špindlerův Mlýn · ( República Checa) | —                            |
| 1996 | Bassano del Grappa · ( Italia)              | —                                          | —                                          | Bassano del Grappa · ( Italia)       | —                            |
| 1997 | Silkeborg ( Dinamarca)                      | —                                          | —                                          | Métabief ( Francia)                  | —                            |
| 1998 | Aywaille · ( Bélgica)                       | —                                          | Špindlerův Mlýn · ( República Checa)       | Špindlerův Mlýn · ( República Checa) | —                            |
| 1999 | Porto de Mós ( Portugal)                    | —                                          | La Molina · ( España)                      | La Molina · ( España)                | —                            |
| 2000 | Rhenen · ( Países Bajos)                    | —                                          | Vars ( Francia)                            | Vars ( Francia)                      | —                            |
| 2001 | St. Wendel · ( Alemania)                    | —                                          | Livigno · ( Italia)                        | Livigno · ( Italia)                  | —                            |
| 2002 | Zúrich · ( Suiza)                           | Salzkammergut · ( Austria)                 | —                                          | —                                    | —                            |
| 2003 | Graz · ( Austria)                           | Graz · ( Austria)                          | Graz · ( Austria)                          | Graz · ( Austria)                    | Graz · ( Austria)            |
| 2004 | Wałbrzych · ( Polonia)                      | Wałbrzych · ( Polonia)                     | Wałbrzych · ( Polonia)                     | Wałbrzych · ( Polonia)               | Wałbrzych · ( Polonia)       |
| 2005 | Kluisbergen · ( Bélgica)                    | Frammersbach · ( Alemania)                 | —                                          | Commezzadura · ( Italia)             | Kluisbergen · ( Bélgica)     |
| 2006 | Lamosano · ( Italia)                        | Tambre · ( Italia)                         | Stollberg · ( Alemania)                    | Commezzadura · ( Italia)             | Colonia · ( Alemania)        |
| 2007 | Capadocia ( Turquía)                        | Sankt Wendel · ( Alemania)                 | Elatojori · ( Grecia)                      | Elatojori · ( Grecia)                | Wałbrzych · ( Polonia)       |
| 2008 | St. Wendel · ( Alemania)                    | Albstadt · ( Alemania)                     | —                                          | Caspoggio · ( Italia)                | Heubach · ( Alemania)        |
| 2009 | Zoetermeer · ( Países Bajos)                | Tartu ( Estonia)                           | Ajdovščina ( Eslovenia)                    | Kranjska Gora ( Eslovenia)           | Zoetermeer · ( Países Bajos) |
| 2010 | Haifa ( Israel)                             | Montebelluna · ( Italia)                   | Willingen · ( Alemania)                    | Hafjell · ( Noruega)                 | Melsungen · ( Alemania)      |
| 2011 | Dohňany · ( Eslovaquia)                     | Kleinzell · ( Austria)                     | —                                          | —                                    | Biella · ( Italia)           |
| 2012 | Moscú · ( Rusia)                            | Jablonné v Podještědí · ( República Checa) | Szczawno-Zdrój · ( Polonia)                | —                                    | Weilrod · ( Alemania)        |
| 2013 | Berna · ( Suiza)                            | Singen · ( Alemania)                       | Berna · ( Suiza) · Pamporovo · ( Bulgaria) | Pamporovo ( Bulgaria)                | Berna · ( Suiza)             |
| 2014 | St. Wendel · ( Alemania)                    | Ballyhoura ( Irlanda)                      | St. Wendel · ( Alemania)                   | —                                    | Wałbrzych · ( Polonia)       |
| 2015 | Chies d'Alpago · ( Italia)                  | Singen · ( Alemania)                       | Chies d'Alpago · ( Italia)                 | Wisła · ( Polonia)                   | Chies d'Alpago · ( Italia)   |
| 2016 | Huskvarna · ( Suecia)                       | Sigulda ( Letonia)                         | Huskvarna · ( Suecia)                      | Wisła · ( Polonia)                   | Le Puy-en-Velay ( Francia)   |
| 2017 | Darfo Boario Terme · ( Italia)              | Svit · ( Eslovaquia)                       | Darfo Boario Terme · ( Italia)             | Sestola · ( Italia)                  | —                            |
| 2018 | Glasgow ( Reino Unido)                      | Spilimbergo · ( Italia)                    | Graz · ( Austria)                          | Lousã ( Portugal)                    | Moudon · ( Suiza)            |
| 2019 | Brno · ( República Checa)                   | Kvam · ( Noruega)                          | Brno · ( República Checa)                  | Pampilhosa da Serra ( Portugal)      | Lucca · ( Italia)            |
| 2020 | Monteceneri · ( Suiza)                      | —                                          | Monteceneri · ( Suiza)                     | —                                    | —                            |
| 2021 | Novi Sad ( Serbia)                          | Evolène · ( Suiza)                         | Novi Sad ( Serbia)                         | Maribor ( Eslovenia)                 | —                            |
| 2022 | Múnich · ( Alemania) · Anadia · ( Portugal) | Jablonné v Podještědí · ( República Checa) | Anadia ( Portugal)                         | Maribor ( Eslovenia)                 | —                            |
| 2023 | —                                           | Laissac ( Francia)                         | Sakarya ( Turquía)                         | Les Menuires ( Francia)              | Poprad · ( Eslovaquia)       |
| 2024 | Cheile Grădiștei · ( Rumania)               | Viborg ( Dinamarca)                        | Gibraltar ( Reino Unido)                   | Champéry · ( Suiza)                  | Jeumont ( Francia)           |
| 2025 | Melgaço ( Portugal)                         | Casella · ( Italia)                        |                                            | La Molina · ( España)                | Aarhus ( Dinamarca)          |

1. ↑  Disciplina disputada de 1998 a 2001 como «dual», de 2002 a 2013 como «campo a través para cuatro» y desde 2013 como «eliminación».
2. ↑  Las pruebas de eliminación fueron disputadas en Berna y las de campo a través para cuatro en Pamporovo.
3. ↑  La prueba de campo a través por relevos fue disputada en Anadia.
4. ↑  El campeonato de campo a través no se realizó debido a los Juegos Europeos.

## Campo a través

### Distancia estándar

#### Masculino
| Núm.   | Año  | Sede                                 | Oro                                       | Plata                                     | Bronce                                    |
| ------ | ---- | ------------------------------------ | ----------------------------------------- | ----------------------------------------- | ----------------------------------------- |
| I      | 1989 | Anzère · ( Suiza)                    | Roger Honegger · Suiza                    | Philippe Perakis · Suiza                  | Erich Übelhardt · Suiza                   |
| —      | 1990 | —                                    | No realizado                              | No realizado                              | No realizado                              |
| II     | 1991 | La Bourboule ( Francia)              | Erich Übelhardt · Suiza                   | Mario Noris · Italia                      | Thomas Frischknecht · Suiza               |
| III    | 1992 | Möllbrücke · ( Austria)              | Erich Übelhardt · Suiza                   | Gerhard Zadrobilek · Austria              | Lorenz Saurer · Suiza                     |
| IV     | 1993 | Klosters · ( Suiza)                  | Thomas Frischknecht · Suiza               | Daniele Bruschi · Italia                  | Peter Hric · Eslovaquia                   |
| V      | 1994 | Métabief ( Francia)                  | Albert Iten · Suiza                       | Gary Foord Reino Unido                    | Benny Heylen · Bélgica                    |
| VI     | 1995 | Špindlerův Mlýn · ( República Checa) | Jean-Christophe Savignoni Francia         | Luca Bramati · Italia                     | Christophe Dupouey Francia                |
| VII    | 1996 | Bassano del Grappa · ( Italia)       | Christophe Dupouey Francia                | Hubert Pallhuber · Italia                 | Cyrille Bonnand Francia                   |
| VIII   | 1997 | Silkeborg ( Dinamarca)               | Lennie Kristensen Dinamarca               | Luca Bramati · Italia                     | Beat Wabel · Suiza                        |
| IX     | 1998 | Aywaille · ( Bélgica)                | Christophe Dupouey Francia                | Bas van Dooren · Países Bajos             | Thomas Frischknecht · Suiza               |
| X      | 1999 | Porto de Mós ( Portugal)             | Miguel Martinez Francia                   | Grégory Vollet Francia                    | Roberto Lezaun · España                   |
| XI     | 2000 | Rhenen · ( Países Bajos)             | Filip Meirhaeghe · Bélgica                | Bart Brentjens · Países Bajos             | Roel Paulissen · Bélgica                  |
| XII    | 2001 | St. Wendel · ( Alemania)             | Bart Brentjens · Países Bajos             | José Antonio Hermida · España             | Lado Fumic · Alemania                     |
| XIII   | 2002 | Zúrich · ( Suiza)                    | José Antonio Hermida · España             | Lado Fumic · Alemania                     | Roel Paulissen · Bélgica                  |
| XIV    | 2003 | Graz · ( Austria)                    | Ralph Näf · Suiza                         | Julien Absalon Francia                    | Lado Fumic · Alemania                     |
| XV     | 2004 | Wałbrzych · ( Polonia)               | José Antonio Hermida · España             | Lado Fumic · Alemania                     | Ralph Näf · Suiza                         |
| XVI    | 2005 | Kluisbergen · ( Bélgica)             | Jean-Christophe Péraud Francia            | Julien Absalon Francia                    | Marco Bui · Italia                        |
| XVII   | 2006 | Lamosano · ( Italia)                 | Julien Absalon Francia                    | Christoph Sauser · Suiza                  | Ralph Näf · Suiza                         |
| XVIII  | 2007 | Capadocia ( Turquía)                 | José Antonio Hermida · España             | Julien Absalon Francia                    | Fredrik Kessiakoff · Suecia               |
| XIX    | 2008 | St. Wendel · ( Alemania)             | Florian Vogel · Suiza                     | Christoph Sauser · Suiza                  | Jakob Fuglsang Dinamarca                  |
| XX     | 2009 | Zoetermeer · ( Países Bajos)         | Ralph Näf · Suiza                         | José Antonio Hermida · España             | Sven Nys · Bélgica                        |
| XXI    | 2010 | Haifa ( Israel)                      | Jaroslav Kulhavý · República Checa        | Lukas Flückiger · Suiza                   | Marco Aurelio Fontana · Italia            |
| XXII   | 2011 | Dohňany · ( Eslovaquia)              | Jaroslav Kulhavý · República Checa        | Julien Absalon Francia                    | Florian Vogel · Suiza                     |
| XXIII  | 2012 | Moscú · ( Rusia)                     | Moritz Milatz · Alemania                  | Sergio Mantecón · España                  | Ralph Näf · Suiza                         |
| XXIV   | 2013 | Berna · ( Suiza)                     | Julien Absalon Francia                    | Nino Schurter · Suiza                     | Marco Aurelio Fontana · Italia            |
| XXV    | 2014 | St. Wendel · ( Alemania)             | Julien Absalon Francia                    | Fabian Giger · Suiza                      | Jan Škarnitzl · República Checa           |
| XXVI   | 2015 | Chies d'Alpago · ( Italia)           | Julien Absalon Francia                    | Lukas Flückiger · Suiza                   | Manuel Fumic · Alemania                   |
| XXVII  | 2016 | Huskvarna · ( Suecia)                | Julien Absalon Francia                    | Fabian Giger · Suiza                      | Ondřej Cink · República Checa             |
| XXVIII | 2017 | Darfo Boario Terme · ( Italia)       | Florian Vogel · Suiza                     | Julien Absalon Francia                    | Manuel Fumic · Alemania                   |
| XXIX   | 2018 | Glasgow ( Reino Unido)               | Lars Forster · Suiza                      | Luca Braidot · Italia                     | David Valero · España                     |
| XXX    | 2019 | Brno · ( República Checa)            | Mathieu van der Poel · Países Bajos       | Florian Vogel · Suiza                     | Milan Vader · Países Bajos                |
| XXXI   | 2020 | Monteceneri · ( Suiza)               | Nino Schurter · Suiza                     | Titouan Carod Francia                     | Mathias Flückiger · Suiza                 |
| XXXII  | 2021 | Novi Sad ( Serbia)                   | Lars Forster · Suiza                      | Sebastian Fini Carstensen Dinamarca       | Filippo Colombo · Suiza                   |
| XXXIII | 2022 | Múnich · ( Alemania)                 | Thomas Pidcock Reino Unido                | Sebastian Fini Carstensen Dinamarca       | Filippo Colombo · Suiza                   |
| —      | 2023 | —                                    | No realizado debido a los Juegos Europeos | No realizado debido a los Juegos Europeos | No realizado debido a los Juegos Europeos |
| XXXIV  | 2024 | Cheile Grădiștei · ( Rumania)        | Simone Avondetto · Italia                 | Simon Andreassen Dinamarca                | Julian Schelb · Alemania                  |
| XXXV   | 2025 | Melgaço ( Portugal)                  | Thomas Pidcock Reino Unido                | Charlie Aldridge Reino Unido              | Simon Andreassen Dinamarca                |

#### Femenino
| Núm.   | Año  | Sede                                 | Oro                                       | Plata                                     | Bronce                                    |
| ------ | ---- | ------------------------------------ | ----------------------------------------- | ----------------------------------------- | ----------------------------------------- |
| I      | 1989 | —                                    | No realizado                              | No realizado                              | No realizado                              |
| II     | 1991 | La Bourboule ( Francia)              | Chantal Daucourt · Suiza                  | Silvia Fürst · Suiza                      | Giovanna Bonazzi · Italia                 |
| III    | 1992 | Möllbrücke · ( Austria)              | Silvia Fürst · Suiza                      | Cornelia Sulzer · Austria                 | Chantal Daucourt · Suiza                  |
| IV     | 1993 | Klosters · ( Suiza)                  | Chantal Daucourt · Suiza                  | Caroline Alexander Reino Unido            | Cornelia Sulzer · Austria                 |
| V      | 1994 | Métabief ( Francia)                  | Paola Pezzo · Italia                      | Sophie Eglin-Hosotte Francia              | Maria Paola Turcutto · Italia             |
| VI     | 1995 | Špindlerův Mlýn · ( República Checa) | Caroline Alexander Reino Unido            | Silvia Rovira Planas · España             | Kateřina Neumannová · República Checa     |
| VII    | 1996 | Bassano del Grappa · ( Italia)       | Paola Pezzo · Italia                      | Nadia De Negri · Italia                   | Silvia Fürst · Suiza                      |
| VIII   | 1997 | Silkeborg ( Dinamarca)               | Chantal Daucourt · Suiza                  | Ala Yepifanova · Rusia                    | Annabella Stropparo · Italia              |
| IX     | 1998 | Aywaille · ( Bélgica)                | Laurence Leboucher Francia                | Gunn-Rita Dahle · Noruega                 | Margarita Fullana · España                |
| X      | 1999 | Porto de Mós ( Portugal)             | Paola Pezzo · Italia                      | Barbara Blatter · Suiza                   | Margarita Fullana · España                |
| XI     | 2000 | Rhenen · ( Países Bajos)             | Laurence Leboucher Francia                | Paola Pezzo · Italia                      | Caroline Alexander Reino Unido            |
| XII    | 2001 | St. Wendel · ( Alemania)             | Laurence Leboucher Francia                | Sabine Spitz · Alemania                   | Irina Kalentieva · Rusia                  |
| XIII   | 2002 | Zúrich · ( Suiza)                    | Gunn-Rita Dahle · Noruega                 | Laurence Leboucher Francia                | Sabine Spitz · Alemania                   |
| XIV    | 2003 | Graz · ( Austria)                    | Gunn-Rita Dahle · Noruega                 | Irina Kalentieva · Rusia                  | Margarita Fullana · España                |
| XV     | 2004 | Wałbrzych · ( Polonia)               | Gunn-Rita Dahle · Noruega                 | Maja Włoszczowska · Polonia               | Sabine Spitz · Alemania                   |
| XVI    | 2005 | Kluisbergen · ( Bélgica)             | Gunn-Rita Dahle · Noruega                 | Maja Włoszczowska · Polonia               | Margarita Fullana · España                |
| XVII   | 2006 | Lamosano · ( Italia)                 | Margarita Fullana · España                | Gunn-Rita Dahle · Noruega                 | Sabine Spitz · Alemania                   |
| XVIII  | 2007 | Capadocia ( Turquía)                 | Sabine Spitz · Alemania                   | Irina Kalentieva · Rusia                  | Kateřina Nash · República Checa           |
| XIX    | 2008 | St. Wendel · ( Alemania)             | Sabine Spitz · Alemania                   | Irina Kalentieva · Rusia                  | Gunn-Rita Dahle · Noruega                 |
| XX     | 2009 | Zoetermeer · ( Países Bajos)         | Maja Włoszczowska · Polonia               | Irina Kalentieva · Rusia                  | Sabine Spitz · Alemania                   |
| XXI    | 2010 | Haifa ( Israel)                      | Katrin Leumann · Suiza                    | Maja Włoszczowska · Polonia               | Eva Lechner · Italia                      |
| XXII   | 2011 | Dohňany · ( Eslovaquia)              | Gunn-Rita Dahle Flesjå · Noruega          | Maja Włoszczowska · Polonia               | Tanja Žakelj Eslovenia                    |
| XXIII  | 2012 | Moscú · ( Rusia)                     | Gunn-Rita Dahle Flesjå · Noruega          | Esther Süss · Suiza                       | Sabine Spitz · Alemania                   |
| XXIV   | 2013 | Berna · ( Suiza)                     | Tanja Žakelj Eslovenia                    | Eva Lechner · Italia                      | Maja Włoszczowska · Polonia               |
| XXV    | 2014 | St. Wendel · ( Alemania)             | Tanja Žakelj Eslovenia                    | Blaža Klemenčič Eslovenia                 | Maja Włoszczowska · Polonia               |
| XXVI   | 2015 | Chies d'Alpago · ( Italia)           | Jolanda Neff · Suiza                      | Eva Lechner · Italia                      | Blaža Klemenčič Eslovenia                 |
| XXVII  | 2016 | Huskvarna · ( Suecia)                | Jolanda Neff · Suiza                      | Annika Langvad Dinamarca                  | Sabine Spitz · Alemania                   |
| XXVIII | 2017 | Darfo Boario Terme · ( Italia)       | Yana Belomoina · Ucrania                  | Linda Indergand · Suiza                   | Gunn-Rita Dahle · Noruega                 |
| XXIX   | 2018 | Glasgow ( Reino Unido)               | Jolanda Neff · Suiza                      | Pauline Ferrand-Prévot Francia            | Githa Michiels · Bélgica                  |
| XXX    | 2019 | Brno · ( República Checa)            | Jolanda Neff · Suiza                      | Yana Belomoina · Ucrania                  | Elisabeth Brandau · Alemania              |
| XXXI   | 2020 | Monteceneri · ( Suiza)               | Pauline Ferrand-Prévot Francia            | Anne Terpstra · Países Bajos              | Yana Belomoina · Ucrania                  |
| XXXII  | 2021 | Novi Sad ( Serbia)                   | Pauline Ferrand-Prévot Francia            | Anne Terpstra · Países Bajos              | Anne Tauber · Países Bajos                |
| XXXIII | 2022 | Múnich · ( Alemania)                 | Loana Lecomte Francia                     | Pauline Ferrand-Prévot Francia            | Anne Terpstra · Países Bajos              |
| —      | 2023 | —                                    | No realizado debido a los Juegos Europeos | No realizado debido a los Juegos Europeos | No realizado debido a los Juegos Europeos |
| XXXIV  | 2024 | Cheile Grădiștei · ( Rumania)        | Puck Pieterse · Países Bajos              | Mona Mitterwallner · Austria              | Nina Benz · Alemania                      |
| XXXV   | 2025 | Melgaço ( Portugal)                  | Jenny Rissveds · Suecia                   | Evie Richards Reino Unido                 | Nicole Koller · Suiza                     |

### Distancia corta

#### Masculino
| Núm. | Año  | Sede                          | Oro                        | Plata                    | Bronce                 |
| ---- | ---- | ----------------------------- | -------------------------- | ------------------------ | ---------------------- |
| I    | 2024 | Cheile Grădiștei · ( Rumania) | Simon Andreassen Dinamarca | Julian Schelb · Alemania | Luca Braidot · Italia  |
| II   | 2025 | Melgaço ( Portugal)           | Luca Schätti · Suiza       | Thomas Litscher · Suiza  | Adrien Boichis Francia |

#### Femenino
| Núm. | Año  | Sede                          | Oro                            | Plata                        | Bronce                  |
| ---- | ---- | ----------------------------- | ------------------------------ | ---------------------------- | ----------------------- |
| I    | 2024 | Cheile Grădiștei · ( Rumania) | Pauline Ferrand-Prévot Francia | Puck Pieterse · Países Bajos | Nicole Koller · Suiza   |
| II   | 2025 | Melgaço ( Portugal)           | Jenny Rissveds · Suecia        | Nicole Koller · Suiza        | Linda Indergand · Suiza |

### Relevo mixto
| Núm.  | Año  | Sede                           | Oro | Plata | Bronce |
| ----- | ---- | ------------------------------ | --- | --- | --- |
| I     | 2002 | Zúrich · ( Suiza)              | Francia Julien Absalon Jean-Eudes Demaret Laurence Leboucher Cédric Ravanel                                        | Suiza · Florian Vogel · Barbara Blatter · Lukas Flückiger · Thomas Kalberer                                     | República Checa · Milan Spěšný · Jaroslav Kulhavý · Ilona Bublová · Tomáš Vokrouhlík                       |
| II    | 2003 | Graz · ( Austria)              | Suiza · Ralph Näf · Balz Weber · Nino Schurter · Barbara Blatter                                                   | Polonia · Marcin Karczyński · Piotr Formicki · Anna Szafraniec · Kryspin Pyrgies                                | España · Carlos Coloma · Ángel Espigares · Margarita Fullana · José Antonio Hermida                        |
| III   | 2004 | Wałbrzych · ( Polonia)         | Suiza · Ralph Näf · Nino Schurter · Petra Henzi · Florian Vogel                                                    | Alemania · Ivonne Kraft · Moritz Milatz · Stefan Sahm · Andi Weinhold                                           | España · Iñaki Lejarreta · Miguel Vallés · Margarita Fullana · José Antonio Hermida                        |
| IV    | 2005 | Kluisbergen · ( Bélgica)       | Italia · Marco Bui · Tony Longo · Eva Lechner · Johannes Schweiggl                                                 | Suiza · Nino Schurter · Martin Fanger · Petra Henzi · Florian Vogel                                             | Suecia · Emil Lindgren · Matthias Wengelin · Maria Östergren · Fredrik Kessiakoff                          |
| V     | 2006 | Lamosano · ( Italia)           | Suiza · Ralph Näf · Petra Henzi · Martin Fanger · Nino Schurter                                                    | Francia Cédric Ravanel Séverine Hansen Alexis Vuillermoz Stéphane Tempier                                       | Suecia · Fredrik Kessiakoff · Emil Lindgren · Maria Östergren · Matthias Wengelin                          |
| VI    | 2007 | Capadocia ( Turquía)           | Suiza · Florian Vogel · Thomas Litscher · Petra Henzi · Nino Schurter                                              | Francia Alexis Vuillermoz Fabien Canal Cécile Ravanel Cédric Ravanel                                            | Italia · Yader Zoli · Andrea Tiberi · Francesco Aulino · Eva Lechner                                       |
| VII   | 2008 | St. Wendel · ( Alemania)       | Francia Jean-Christophe Péraud Arnaud Jouffroy Laurence Leboucher Alexis Vuillermoz                                | Italia · Marco Aurelio Fontana · Gerhard Kerschbaumer · Eva Lechner · Cristian Cominelli                        | Suecia · Emil Lindgren · Alexandra Engen · Olof Jonsson · Alexander Wetterhall                             |
| VIII  | 2009 | Zoetermeer · ( Países Bajos)   | Suecia · Emil Lindgren · Tobias Ludvigsson · Matthias Wengelin · Alexandra Engen                                   | Suiza · Thomas Litscher · Ralph Näf · Roger Walder · Nathalie Schneitter                                        | Países Bajos · Michiel van der Heijden · Rudi van Houts · Irjan Luttenberg · Sanne van Paassen             |
| IX    | 2010 | Haifa ( Israel)                | Suiza · Thomas Litscher · Ralph Näf · Roger Walder · Katrin Leumann                                                | Italia · Marco Aurelio Fontana · Maximilian Vieider · Eva Lechner · Gerhard Kerschbaumer                        | República Checa · Ondřej Cink · Tomáš Paprstka · Tereza Huříková · Jan Škarnitzl                           |
| X     | 2011 | Dohňany · ( Eslovaquia)        | Francia Fabien Canal Victor Koretzky Julie Bresset Maxime Marotte                                                  | Suiza · Thomas Litscher · Lars Forster · Nathalie Schneitter · Martin Gujan                                     | Italia · Marco Aurelio Fontana · Gerhard Kerschbaumer · Lorenzo Samparisi · Eva Lechner                    |
| XI    | 2012 | Moscú · ( Rusia)               | Italia · Michele Casagrande · Gioele Bertolini · Eva Lechner · Luca Braidot                                        | Suiza · Martin Gujan · Katrin Leumann · Matthias Stirnemann · Dominic Zumstein                                  | Países Bajos · Michiel van der Heijden · Jesper Slik · Anne Terpstra · Henk-Jaap Moorlag                   |
| XII   | 2013 | Berna · ( Suiza)               | Italia · Gioele Bertolini · Eva Lechner · Marco Aurelio Fontana · Gerhard Kerschbaumer                             | Suiza · Reto Indergand · Dominic Grab · Jolanda Neff · Nino Schurter                                            | República Checa · Jan Nesvadba · Jan Vastl · Kateřina Nash · Ondřej Cink                                   |
| XIII  | 2014 | St. Wendel · ( Alemania)       | Francia Jordan Sarrou Hugo Pigeon Margot Moschetti Maxime Marotte                                                  | Alemania · Ben Zwiehoff · Tobias Eise · Helen Grobert · Moritz Milatz                                           | Italia · Maximilian Vieider · Moreno Pellizzon · Lisa Rabensteiner · Marco Aurelio Fontana                 |
| XIV   | 2015 | Chies d'Alpago · ( Italia)     | Alemania · Maximilian Brandl · Ben Zwiehoff · Helen Grobert · Manuel Fumic                                         | Suiza · Reto Indergand · Arnaud Hertling · Esther Süss · Andri Frischknecht                                     | República Checa · Jan Vastl · Matěj Průdek · Barbora Průdková · Jaroslav Kulhavý                           |
| XV    | 2016 | Huskvarna · ( Suecia)          | Suiza · Marcel Guerrini · Vital Albin · Jolanda Neff · Lars Forster                                                | Francia Victor Koretzky Axel Zingle Pauline Ferrand-Prévot Jordan Sarrou                                        | Alemania · Georg Egger · Niklas Schehl · Sabine Spitz · Ben Zwiehoff                                       |
| XVI   | 2017 | Darfo Boario Terme · ( Italia) | Suiza · Filippo Colombo · Joel Roth · Linda Indergand · Alessandra Keller · Andri Frischknecht                     | Dinamarca Sebastian Fini Carstensen Alexander Andersen Caroline Bohé Simon Andreassen Malene Degn               | Italia · Gerhard Kerschbaumer · Chiara Teocchi · Juri Zanotti · Marika Tovo · Nadir Colledani              |
| XVII  | 2018 | Graz · ( Austria)              | Italia · Luca Braidot · Marika Tovo · Filippo Fontana · Chiara Teocchi · Juri Zanotti                              | Suiza · Joris Ryf · Alexandre Balmer · Alessandra Keller · Sina Frei · Filippo Colombo                          | Dinamarca Jonas Lindberg Alexander Andersen Simon Andreassen Caroline Bohé Malene Degn                     |
| XVIII | 2019 | Brno · ( República Checa)      | Suiza · Joel Roth · Dario Lillo · Ramona Forchini · Sina Frei · Andri Frischknecht                                 | Italia · Simone Avondetto · Andrea Colombo · Eva Lechner · Martina Berta · Luca Braidot                         | Dinamarca Sebastian Fini Carstensen Markus Heuer Sofie Pedersen Caroline Bohé Simon Andreassen             |
| XIX   | 2020 | Monteceneri · ( Suiza)         | Italia · Luca Braidot · Eva Lechner · Filippo Agostinacchio · Nicole Pesse · Marika Tovo · Juri Zanotti            | Francia Mathis Azzaro Luca Martin Loana Lecomte Olivia Onesti Léna Gérault Jordan Sarrou                        | Suiza · Fabio Püntener · Janis Baumann · Alessandra Keller · Noëlle Buri · Elisa Alvarez · Thomas Litscher |
| XX    | 2021 | Novi Sad ( Serbia)             | Italia · Luca Braidot · Filippo Agostinacchio · Martina Berta · Sara Cortinovis · Marika Tovo · Juri Zanotti       | Suiza · Vital Albin · Nils Aebersold · Alessandra Keller · Jacqueline Schneebeli · Lea Huber · Alexandre Balmer | Alemania · Leon Kaiser · Lars Gräter · Nina Benz · Finja Lipp · Ronja Eibl · Niklas Schehl                 |
| XXI   | 2022 | Anadia ( Portugal)             | Países Bajos · Tom Schellekens · Rens Manen · Fem van Empel · Lauren Molengraaf · Puck Pieterse · David Haverdings | Italia · Marco Betteo · Fabio Bassignana · Giorgia Marchet · Valentina Corvi · Giada Specia · Simone Avondetto  | Alemania · Paul Schehl · Lennart-Jan Krayer · Finja Lipp · Sina van Thiel · Antonia Weeger · Leon Kaiser   |
| —     | 2023 | —                              | No realizado debido a los Juegos Europeos                                                                          | No realizado debido a los Juegos Europeos                                                                       | No realizado debido a los Juegos Europeos                                                                  |
| XXII  | 2024 | Cheile Grădiștei · ( Rumania)  | Italia · Simone Avondetto · Matteo Siffredi · Chiara Teocchi · Giada Martinoli · Valentina Corvi · Mattia Stenico  | Francia Yannis Musy Nicolas Kalanquin Olivia Onesti Tatiana Tournut Anaïs Moulin Titouan Carod                  | Suiza · Finn Treudler · Nicolas Halter · Ramona Forchini · Anina Hutter · Muriel Furrer · Thomas Litscher  |
| XXIII | 2025 | Melgaço ( Portugal)            | Italia · Juri Zanotti · Elian Paccagnella · Martina Berta · Elisa Ferri · Valentina Corvi · Ettore Favro           | Suiza · Finn Treudler · Lewin Iten · Ramona Forchini · Fiona Schibler · Anja Grossmann · Nino Schurter          | Alemania · Leon Kaiser · Max Ebrecht · Carla Hahn · Paulina Lange · Nina Graf · Benjamin Krüger            |

### Medallero histórico
- Actualizado a Melgaço 2025.

| Núm. | País            | Oro | Plata | Bronce | Total |
| ---- | --------------- | --- | ----- | ------ | ----- |
| 1    | Suiza           | 30  | 25    | 19     | 74    |
| 2    | Francia         | 21  | 16    | 3      | 40    |
| 3    | Italia          | 12  | 14    | 12     | 38    |
| 4    | Noruega         | 6   | 2     | 2      | 10    |
| 5    | Alemania        | 4   | 6     | 17     | 27    |
| 6    | Países Bajos    | 4   | 5     | 5      | 14    |
| 7    | España          | 4   | 4     | 8      | 16    |
| 8    | Reino Unido     | 3   | 4     | 1      | 8     |
| 9    | Suecia          | 3   | 0     | 4      | 7     |
| 10   | Dinamarca       | 2   | 5     | 4      | 11    |
| 11   | Eslovenia       | 2   | 1     | 2      | 5     |
| 12   | República Checa | 2   | 0     | 8      | 10    |
| 13   | Polonia         | 1   | 5     | 2      | 8     |
| 14   | Ucrania         | 1   | 1     | 1      | 3     |
| 15   | Bélgica         | 1   | 0     | 5      | 6     |
| 16   | Rusia           | 0   | 5     | 1      | 6     |
| 17   | Austria         | 0   | 3     | 1      | 4     |
| 18   | Eslovaquia      | 0   | 0     | 1      | 1     |
|      | TOTAL           | 96  | 96    | 96     | 288   |

## Campo a través en maratón

### Masculino
| Núm.  | Año  | Sede                                       | Oro                                | Plata                              | Bronce                             |
| ----- | ---- | ------------------------------------------ | ---------------------------------- | ---------------------------------- | ---------------------------------- |
| I     | 2002 | Salzkammergut · ( Austria)                 | Mauro Bettin · Italia              | Thomas Dietsch Francia             | Roman Rametsteiner · Austria       |
| II    | 2003 | Graz · ( Austria)                          | Thomas Dietsch Francia             | Martin Kraler · Austria            | Jure Golčer Eslovenia              |
| III   | 2004 | Wałbrzych · ( Polonia)                     | Thomas Dietsch Francia             | Roland Stauder · Italia            | Alban Lakata · Austria             |
| IV    | 2005 | Frammersbach · ( Alemania)                 | Hannes Genze · Alemania            | Andreas Kugler · Suiza             | Sandro Spaeth · Suiza              |
| V     | 2006 | Tambre · ( Italia)                         | Ralph Näf · Suiza                  | Thomas Stoll · Suiza               | Andreas Kugler · Suiza             |
| VI    | 2007 | Sankt Wendel · ( Alemania)                 | Christoph Sauser · Suiza           | Christoph Soukup · Austria         | Moritz Milatz · Alemania           |
| VII   | 2008 | Albstadt · ( Alemania)                     | Alban Lakata · Austria             | Peter Riis Andersen Dinamarca      | Urs Huber · Suiza                  |
| VIII  | 2009 | Tartu ( Estonia)                           | Allan Oras Estonia                 | Kalle Kriit Estonia                | Caspar Austa Estonia               |
| IX    | 2010 | Montebelluna · ( Italia)                   | Ralph Näf · Suiza                  | Mirko Celestino · Italia           | Andreas Kugler · Suiza             |
| X     | 2011 | Kleinzell · ( Austria)                     | Alexei Medvedev · Rusia            | Jukka Vastaranta · Finlandia       | Tim Böhme · Alemania               |
| XI    | 2012 | Jablonné v Podještědí · ( República Checa) | Kristián Hynek · República Checa   | Pavel Boudný · República Checa     | Alban Lakata · Austria             |
| XII   | 2013 | Singen · ( Alemania)                       | Alban Lakata · Austria             | Christoph Sauser · Suiza           | Kristián Hynek · República Checa   |
| XIII  | 2014 | Ballyhoura ( Irlanda)                      | Christoph Sauser · Suiza           | Jaroslav Kulhavý · República Checa | Christoph Soukup · Austria         |
| XIV   | 2015 | Singen · ( Alemania)                       | Jaroslav Kulhavý · República Checa | Sascha Weber · Alemania            | Alban Lakata · Austria             |
| XV    | 2016 | Sigulda ( Letonia)                         | Peeter Pruus Estonia               | Tiago Ferreira Portugal            | Kristián Hynek · República Checa   |
| XVI   | 2017 | Svit · ( Eslovaquia)                       | Tiago Ferreira Portugal            | Alban Lakata · Austria             | Karl Platt · Alemania              |
| XVII  | 2018 | Spilimbergo · ( Italia)                    | Alexei Medvedev · Rusia            | Samuele Porro · Italia             | Fabian Rabensteiner · Italia       |
| XVIII | 2019 | Kvam · ( Noruega)                          | Tiago Ferreira Portugal            | Samuele Porro · Italia             | Peeter Pruus Estonia               |
| —     | 2020 | —                                          | No realizado                       | No realizado                       | No realizado                       |
| XIX   | 2021 | Evolène · ( Suiza)                         | Andreas Seewald · Alemania         | Samuele Porro · Italia             | Martin Stošek · República Checa    |
| XX    | 2022 | Jablonné v Podještědí · ( República Checa) | Fabian Rabensteiner · Italia       | Krzysztof Łukasik · Polonia        | Jaroslav Kulhavý · República Checa |
| XXI   | 2023 | Laissac ( Francia)                         | Wout Alleman · Bélgica             | Fabian Rabensteiner · Italia       | Simon Schneller · Alemania         |
| XXII  | 2024 | Viborg ( Dinamarca)                        | Lukas Baum · Alemania              | David Valero · España              | Fabian Rabensteiner · Italia       |
| XXIII | 2025 | Casella · ( Italia)                        | Andreas Seewald · Alemania         | Andrea Siffredi · Italia           | Gioele De Cosmo · Italia           |

### Femenino
| Núm.  | Año  | Sede                                       | Oro                               | Plata                                | Bronce                          |
| ----- | ---- | ------------------------------------------ | --------------------------------- | ------------------------------------ | ------------------------------- |
| I     | 2002 | Salzkammergut · ( Austria)                 | Andrea Huser · Suiza              | Gunn-Rita Dahle · Noruega            | Petra Schörkmayer · Austria     |
| II    | 2003 | Graz · ( Austria)                          | Birgit Jüngst · Alemania          | Gunn-Rita Dahle · Noruega            | Sandra Klose · Alemania         |
| III   | 2004 | Wałbrzych · ( Polonia)                     | Blaža Klemenčič Eslovenia         | Sandra Klose · Alemania              | Ilona Bublová · República Checa |
| IV    | 2005 | Frammersbach · ( Alemania)                 | Pia Sundstedt · Finlandia         | Birgit Jüngst · Alemania             | Blaža Klemenčič Eslovenia       |
| V     | 2006 | Tambre · ( Italia)                         | Gunn-Rita Dahle Flesjå · Noruega  | Pia Sundstedt · Finlandia            | Dolores Mächler-Rupp · Suiza    |
| VI    | 2007 | Sankt Wendel · ( Alemania)                 | Sabine Spitz · Alemania           | Ariëlle van Meurs · Países Bajos     | Esther Süss · Suiza             |
| VII   | 2008 | Albstadt · ( Alemania)                     | Esther Süss · Suiza               | Pia Sundstedt · Finlandia            | Antonia Wipfli · Suiza          |
| VIII  | 2009 | Tartu ( Estonia)                           | Gunn-Rita Dahle Flesjå · Noruega  | Maja Włoszczowska · Polonia          | Ivanda Eiduka Letonia           |
| IX    | 2010 | Montebelluna · ( Italia)                   | Esther Süss · Suiza               | Gunn-Rita Dahle Flesjå · Noruega     | Pia Sundstedt · Finlandia       |
| X     | 2011 | Kleinzell · ( Austria)                     | Pia Sundstedt · Finlandia         | Sally Bigham Reino Unido             | Elena Giacomuzzi · Italia       |
| XI    | 2012 | Jablonné v Podještědí · ( República Checa) | Pia Sundstedt · Finlandia         | Sally Bigham Reino Unido             | Silke Schmidt · Alemania        |
| XII   | 2013 | Singen · ( Alemania)                       | Esther Süss · Suiza               | Sally Bigham Reino Unido             | Sabine Spitz · Alemania         |
| XIII  | 2014 | Ballyhoura ( Irlanda)                      | Tereza Huříková · República Checa | Sally Bigham Reino Unido             | Borghild Løvset · Noruega       |
| XIV   | 2015 | Singen · ( Alemania)                       | Sabine Spitz · Alemania           | Jolanda Neff · Suiza                 | Esther Süss · Suiza             |
| XV    | 2016 | Sigulda ( Letonia)                         | Sally Bigham Reino Unido          | Jennie Stenerhag · Suecia            | Katažina Sosna · Lituania       |
| XVI   | 2017 | Svit · ( Eslovaquia)                       | Clàudia Galicia Cotrina · España  | Angelika Tazreiter · Austria         | Barbara Benkó · Hungría         |
| XVII  | 2018 | Spilimbergo · ( Italia)                    | Gunn-Rita Dahle Flesjå · Noruega  | Maja Włoszczowska · Polonia          | Ariane Lüthi · Suiza            |
| XVIII | 2019 | Kvam · ( Noruega)                          | Mara Fumagalli · Italia           | Blaža Pintarič Eslovenia             | Jennie Stenerhag · Suecia       |
| —     | 2020 | —                                          | No realizado                      | No realizado                         | No realizado                    |
| XIX   | 2021 | Evolène · ( Suiza)                         | Natalia Fischer · España          | Steffi Häberlin · Suiza              | Ramona Forchini · Suiza         |
| XX    | 2022 | Jablonné v Podještědí · ( República Checa) | Natalia Fischer · España          | Janina Wüst · Suiza                  | Claudia Peretti · Italia        |
| XXI   | 2023 | Laissac ( Francia)                         | Adelheid Morath · Alemania        | Estelle Morel Francia                | Irina Lützelschwab · Suiza      |
| XXII  | 2024 | Viborg ( Dinamarca)                        | Rosa van Doorn · Países Bajos     | Lejla Njemčević Bosnia y Herzegovina | Claudia Peretti · Italia        |
| XXIII | 2025 | Casella · ( Italia)                        | Adelheid Morath · Alemania        | Natalia Fischer · España             | Mara Fumagalli · Italia         |

1. ↑  Descalificación por dopaje de la medallista de oro, la austríaca Christina Kollmann-Forstner.[1]

### Medallero histórico
- Actualizado a Casella 2025.

| Núm. | País                 | Oro | Plata | Bronce | Total |
| ---- | -------------------- | --- | ----- | ------ | ----- |
| 1    | Alemania             | 9   | 3     | 7      | 19    |
| 2    | Suiza                | 8   | 6     | 11     | 25    |
| 3    | Italia               | 3   | 7     | 7      | 17    |
| 4    | Austria              | 3   | 3     | 6      | 12    |
| 5    | Finlandia            | 3   | 3     | 1      | 7     |
| 5    | Noruega              | 3   | 3     | 1      | 7     |
| 7    | República Checa      | 3   | 2     | 5      | 10    |
| 8    | España               | 3   | 2     | 0      | 5     |
| 9    | Francia              | 2   | 2     | 0      | 4     |
| 10   | Estonia              | 2   | 1     | 2      | 5     |
| 11   | Rusia                | 2   | 0     | 0      | 2     |
| 12   | Reino Unido          | 1   | 4     | 0      | 5     |
| 13   | Portugal             | 1   | 2     | 0      | 3     |
| 14   | Eslovenia            | 1   | 1     | 2      | 4     |
| 15   | Países Bajos         | 1   | 1     | 0      | 2     |
| 16   | Bélgica              | 1   | 0     | 0      | 1     |
| 17   | Polonia              | 0   | 3     | 0      | 3     |
| 18   | Suecia               | 0   | 1     | 1      | 2     |
| 19   | Bosnia y Herzegovina | 0   | 1     | 0      | 1     |
| 19   | Dinamarca            | 0   | 1     | 0      | 1     |
| 21   | Hungría              | 0   | 0     | 1      | 1     |
| 21   | Letonia              | 0   | 0     | 1      | 1     |
| 21   | Lituania             | 0   | 0     | 1      | 1     |
|      | TOTAL                | 46  | 46    | 46     | 138   |

## Campo a través por eliminación

### Masculino
| Núm. | Año  | Sede                           | Oro                           | Plata                         | Bronce                        |
| ---- | ---- | ------------------------------ | ----------------------------- | ----------------------------- | ----------------------------- |
| I    | 2013 | Berna · ( Suiza)               | Daniel Federspiel · Austria   | Miha Halzer Eslovenia         | Sepp Freiburghaus · Suiza     |
| II   | 2014 | St. Wendel · ( Alemania)       | Daniel Federspiel · Austria   | Ralph Näf · Suiza             | Fabrice Mels · Bélgica        |
| III  | 2015 | Chies d'Alpago · ( Italia)     | Jeroen van Eck · Países Bajos | Heiko Hog · Alemania          | Marcel Wildhaber · Suiza      |
| IV   | 2016 | Huskvarna · ( Suecia)          | Emil Linde · Suecia           | Daniel Federspiel · Austria   | Martin Setterberg · Suecia    |
| V    | 2017 | Darfo Boario Terme · ( Italia) | Titouan Perrin-Ganier Francia | Daniel Federspiel · Austria   | Jeroen van Eck · Países Bajos |
| VI   | 2018 | Graz · ( Austria)              | Titouan Perrin-Ganier Francia | Lorenzo Serres Francia        | Simon Rogier Francia          |
| VII  | 2019 | Brno · ( República Checa)      | Hugo Briatta Francia          | Titouan Perrin-Ganier Francia | Lorenzo Serres Francia        |
| VIII | 2020 | Monteceneri · ( Suiza)         | Titouan Perrin-Ganier Francia | Jeroen van Eck · Países Bajos | Hugo Briatta Francia          |
| IX   | 2021 | Novi Sad ( Serbia)             | Jeroen van Eck · Países Bajos | Lorenzo Serres Francia        | Joel Burman · Suecia          |
| X    | 2022 | Anadia ( Portugal)             | Jakob Klemenčič Eslovenia     | Ricardo Marinheiro Portugal   | Ede-Karoly Molnar · Rumania   |
| XI   | 2023 | Sakarya ( Turquía)             | Ede-Karoly Molnar · Rumania   | Titouan Perrin-Ganier Francia | Nils-Obed Riecker · Alemania  |
| XII  | 2024 | Gibraltar ( Reino Unido)       | Theo Hauser · Austria         | Jakob Klemenčič Eslovenia     | Ede-Karoly Molnar · Rumania   |

### Femenino
| Núm. | Año  | Sede                           | Oro                        | Plata                              | Bronce                             |
| ---- | ---- | ------------------------------ | -------------------------- | ---------------------------------- | ---------------------------------- |
| I    | 2013 | Berna · ( Suiza)               | Jenny Rissveds · Suecia    | Kathrin Stirnemann · Suiza         | Ramona Forchini · Suiza            |
| II   | 2014 | St. Wendel · ( Alemania)       | Kathrin Stirnemann · Suiza | Linda Indergand · Suiza            | Alexandra Engen · Suecia           |
| III  | 2015 | Chies d'Alpago · ( Italia)     | Kathrin Stirnemann · Suiza | Anna Oberparleiter · Italia        | Chiara Teocchi · Italia            |
| IV   | 2016 | Huskvarna · ( Suecia)          | Iryna Popova · Ucrania     | Anne Terpstra · Países Bajos       | Anna Oberparleiter · Italia        |
| V    | 2017 | Darfo Boario Terme · ( Italia) | Kathrin Stirnemann · Suiza | Barbora Průdková · República Checa | Anne Terpstra · Países Bajos       |
| VI   | 2018 | Graz · ( Austria)              | Iryna Popova · Ucrania     | Coline Clauzure Francia            | Barbora Průdková · República Checa |
| VII  | 2019 | Brno · ( República Checa)      | Gaia Tormena · Italia      | Coline Clauzure Francia            | Magdalena Durán García · España    |
| VIII | 2020 | Monteceneri · ( Suiza)         | Gaia Tormena · Italia      | Linda Indergand · Suiza            | Marion Fromberger · Alemania       |
| IX   | 2021 | Novi Sad ( Serbia)             | Gaia Tormena · Italia      | Fem van Empel · Países Bajos       | Iryna Popova · Ucrania             |
| X    | 2022 | Anadia ( Portugal)             | Gaia Tormena · Italia      | Terézia Ciriaková · Eslovaquia     | Zuzana Šafářová · República Checa  |
| XI   | 2023 | Sakarya ( Turquía)             | Gaia Tormena · Italia      | Marion Fromberger · Alemania       | Annemoon van Dienst · Países Bajos |
| XII  | 2024 | Gibraltar ( Reino Unido)       | Gaia Tormena · Italia      | Line Mygdam Dinamarca              | Konstantina Yeoryíu Chipre         |

### Medallero histórico
- Actualizado a Gibraltar 2024.

| Núm. | País            | Oro | Plata | Bronce | Total |
| ---- | --------------- | --- | ----- | ------ | ----- |
| 1    | Italia          | 6   | 1     | 2      | 9     |
| 2    | Francia         | 4   | 6     | 3      | 13    |
| 3    | Suiza           | 3   | 4     | 3      | 10    |
| 4    | Austria         | 3   | 2     | 0      | 5     |
| 5    | Países Bajos    | 2   | 3     | 3      | 8     |
| 6    | Suecia          | 2   | 0     | 3      | 5     |
| 7    | Ucrania         | 2   | 0     | 1      | 3     |
| 8    | Eslovenia       | 1   | 2     | 0      | 3     |
| 9    | Rumania         | 1   | 0     | 2      | 3     |
| 10   | Alemania        | 0   | 2     | 2      | 4     |
| 11   | República Checa | 0   | 1     | 2      | 3     |
| 12   | Dinamarca       | 0   | 1     | 0      | 1     |
| 12   | Eslovaquia      | 0   | 1     | 0      | 1     |
| 12   | Portugal        | 0   | 1     | 0      | 1     |
| 15   | Bélgica         | 0   | 0     | 1      | 1     |
| 15   | Chipre          | 0   | 0     | 1      | 1     |
| 15   | España          | 0   | 0     | 1      | 1     |
|      | TOTAL           | 24  | 24    | 24     | 72    |

## Campo a través para cuatro

### Masculino
| N.º  | Año  | Sede                        | Oro                             | Plata                          | Bronce                          |
| ---- | ---- | --------------------------- | ------------------------------- | ------------------------------ | ------------------------------- |
| I    | 2003 | Graz · ( Austria)           | Michal Prokop · República Checa | Lukáš Tamme · República Checa  | Dale Holmes Reino Unido         |
| II   | 2004 | Wałbrzych · ( Polonia)      | Michal Prokop · República Checa | Lukáš Tamme · República Checa  | Leiv Ove Nordmark · Noruega     |
| —    | 2005 | —                           | No realizado                    | No realizado                   | No realizado                    |
| III  | 2006 | Stollberg · ( Alemania)     | Joost Wichman · Países Bajos    | Scott Beaumont Reino Unido     | Guido Tschugg · Alemania        |
| IV   | 2007 | Elatojori · ( Grecia)       | Joost Wichman · Países Bajos    | Romain Saladini Francia        | Dominik Gspan · Suiza           |
| —    | 2008 | —                           | No realizado                    | No realizado                   | No realizado                    |
| V    | 2009 | Ajdovščina ( Eslovenia)     | Michal Prokop · República Checa | Roger Rinderknecht · Suiza     | Tomáš Slavík · República Checa  |
| VI   | 2010 | Willingen · ( Alemania)     | Joost Wichman · Países Bajos    | Tomáš Slavík · República Checa | Jurg Meijer · Países Bajos      |
| —    | 2011 | —                           | No realizado                    | No realizado                   | No realizado                    |
| VII  | 2012 | Szczawno-Zdrój · ( Polonia) | Felix Beckeman · Suecia         | Marek Peško · Eslovaquia       | Lukáš Měchura · República Checa |
| VIII | 2013 | Pamporovo ( Bulgaria)       | Jakub Říha · República Checa    | Giovanni Pozzoni · Italia      | Miran Vauh Eslovenia            |

### Femenino
| N.º  | Año  | Sede                        | Oro                                 | Plata                           | Bronce                            |
| ---- | ---- | --------------------------- | ----------------------------------- | ------------------------------- | --------------------------------- |
| I    | 2003 | Graz · ( Austria)           | Anne-Caroline Chausson Francia      | Laëtitia Le Corguillé Francia   | Jana Horáková · República Checa   |
| II   | 2004 | Wałbrzych · ( Polonia)      | Anne-Caroline Chausson Francia      | Jana Horáková · República Checa | Laëtitia Le Corguillé Francia     |
| —    | 2005 | —                           | No realizado                        | No realizado                    | No realizado                      |
| III  | 2006 | Stollberg · ( Alemania)     | No realizado                        | No realizado                    | No realizado                      |
| IV   | 2007 | Elatojori · ( Grecia)       | Sabrina Jonnier Francia             | Céline Gros Francia             | Rachel Seydoux · Suiza            |
| —    | 2008 | —                           | No realizado                        | No realizado                    | No realizado                      |
| V    | 2009 | Ajdovščina ( Eslovenia)     | Anita Molcik · Austria              | Rachel Seydoux · Suiza          | Lucia Oetjen · Suiza              |
| VI   | 2010 | Willingen · ( Alemania)     | Romana Labounková · República Checa | Anita Molcik · Austria          | Anneke Beerten · Países Bajos     |
| —    | 2011 | —                           | No realizado                        | No realizado                    | No realizado                      |
| VII  | 2012 | Szczawno-Zdrój · ( Polonia) | Katy Curd Reino Unido               | Anita Molcik · Austria          | Lucia Oetjen · Suiza              |
| VIII | 2013 | Pamporovo ( Bulgaria)       | Emmeline Ragot Francia              | Morgane Charre Francia          | Tereza Votavová · República Checa |

### Medallero histórico
| Núm. | País            | Oro | Plata | Bronce | Total |
| ---- | --------------- | --- | ----- | ------ | ----- |
| 1    | República Checa | 5   | 4     | 4      | 13    |
| 2    | Francia         | 4   | 4     | 1      | 9     |
| 3    | Países Bajos    | 3   | 0     | 2      | 5     |
| 4    | Austria         | 1   | 2     | 0      | 3     |
| 5    | Reino Unido     | 1   | 1     | 1      | 3     |
| 6    | Suecia          | 1   | 0     | 0      | 1     |
| 7    | Suiza           | 0   | 2     | 4      | 6     |
| 8    | Eslovaquia      | 0   | 1     | 0      | 1     |
| 8    | Italia          | 0   | 1     | 0      | 1     |
| 10   | Alemania        | 0   | 0     | 1      | 1     |
| 10   | Eslovenia       | 0   | 0     | 1      | 1     |
| 10   | Noruega         | 0   | 0     | 1      | 1     |
|      | TOTAL           | 15  | 15    | 15     | 45    |

## Dual

### Masculino
| N.º | Año  | Sede                                 | Oro                             | Plata                           | Bronce                       |
| --- | ---- | ------------------------------------ | ------------------------------- | ------------------------------- | ---------------------------- |
| I   | 1998 | Špindlerův Mlýn · ( República Checa) | Michal Maroši · República Checa | Guido Tschugg · Alemania        | Gerwin Peters · Países Bajos |
| II  | 1999 | La Molina · ( España)                | Mickaël Deldycke Francia        | Michal Maroši · República Checa | Jani Vesikko · Finlandia     |
| III | 2000 | Vars ( Francia)                      | Mickaël Deldycke Francia        | Steve Peat Reino Unido          | Karim Amour Francia          |
| IV  | 2001 | Livigno · ( Italia)                  | Cédric Gracia Francia           | Karim Amour Francia             | Scott Beaumont Reino Unido   |

### Femenino
| N.º | Año  | Sede                                 | Oro                            | Plata                              | Bronce                    |
| --- | ---- | ------------------------------------ | ------------------------------ | ---------------------------------- | ------------------------- |
| I   | 1998 | Špindlerův Mlýn · ( República Checa) | Anne-Caroline Chausson Francia | Helen Mortimer Reino Unido         | Giovanna Bonazzi · Italia |
| II  | 1999 | La Molina · ( España)                | Tracy Moseley Reino Unido      | Helena Kurandová · República Checa | Sofia Fagerström · Suecia |
| III | 2000 | Vars ( Francia)                      | Céline Gros Francia            | Nolvenn Le Caër Francia            | Sarah Stieger · Alemania  |
| IV  | 2001 | Livigno · ( Italia)                  | Sabrina Jonnier Francia        | Fionn Griffiths Reino Unido        | Tracy Moseley Reino Unido |

### Medallero histórico
| Núm. | País            | Oro | Plata | Bronce | Total |
| ---- | --------------- | --- | ----- | ------ | ----- |
| 1    | Francia         | 6   | 2     | 1      | 9     |
| 2    | Reino Unido     | 1   | 3     | 2      | 6     |
| 3    | República Checa | 1   | 2     | 0      | 3     |
| 4    | Alemania        | 0   | 1     | 1      | 1     |
| 5    | Finlandia       | 0   | 0     | 1      | 1     |
| 5    | Italia          | 0   | 0     | 1      | 1     |
| 5    | Países Bajos    | 0   | 0     | 1      | 1     |
| 5    | Suecia          | 0   | 0     | 1      | 1     |
|      | TOTAL           | 8   | 8     | 8      | 24    |

## Descenso

### Masculino
| Núm.   | Año  | Sede                                 | Oro                          | Plata                        | Bronce                            |
| ------ | ---- | ------------------------------------ | ---------------------------- | ---------------------------- | --------------------------------- |
| I      | 1991 | La Bourboule ( Francia)              | Christian Taillefer Francia  | Philippe Perakis · Suiza     | Albert Iten · Suiza               |
| II     | 1992 | Möllbrücke · ( Austria)              | Jürgen Sprich · Alemania     | Albert Iten · Suiza          | Paul Herijgers · Bélgica          |
| III    | 1993 | Klosters · ( Suiza)                  | Jürgen Sprich · Alemania     | Bruno Zanchi · Italia        | Vincent Julliot Francia           |
| IV     | 1994 | Métabief ( Francia)                  | Nicolas Vouilloz Francia     | Tommy Johansson · Suecia     | Corrado Hérin · Italia            |
| V      | 1995 | Špindlerův Mlýn · ( República Checa) | François Gachet Francia      | Nicolas Vouilloz Francia     | Alexandre Balaud Francia          |
| VI     | 1996 | Bassano del Grappa · ( Italia)       | Tomás Misser · España        | Jürgen Beneke · Alemania     | Gianluca Bonanomi · Italia        |
| VII    | 1997 | Métabief ( Francia)                  | Nicolas Vouilloz Francia     | Corrado Hérin · Italia       | Jürgen Beneke · Alemania          |
| VIII   | 1998 | Špindlerův Mlýn · ( República Checa) | Nicolas Vouilloz Francia     | Corrado Hérin · Italia       | Jürgen Beneke · Alemania          |
| IX     | 1999 | La Molina · ( España)                | Bruno Zanchi · Italia        | René Wildhaber · Suiza       | Kristian Eriksson · Suecia        |
| X      | 2000 | Vars ( Francia)                      | Steve Peat Reino Unido       | Nicolas Vouilloz Francia     | Fabien Barel Francia              |
| XI     | 2001 | Livigno · ( Italia)                  | Filip Polc · Eslovaquia      | Corrado Hérin · Italia       | Cédric Gracia Francia             |
| —      | 2002 | —                                    | No realizado                 | No realizado                 | No realizado                      |
| XII    | 2003 | Graz · ( Austria)                    | Julien Camellini Francia     | Mickaël Pascal Francia       | Mickaël Deldycke Francia          |
| XIII   | 2004 | Wałbrzych · ( Polonia)               | Steve Peat Reino Unido       | Fabien Barel Francia         | Julien Camellini Francia          |
| XIV    | 2005 | Commezzadura · ( Italia)             | Fabien Barel Francia         | Marc Beaumont Reino Unido    | Steve Peat Reino Unido            |
| XV     | 2006 | Commezzadura · ( Italia)             | George Atherton Reino Unido  | Marc Beaumont Reino Unido    | Fabien Barel Francia              |
| XVI    | 2007 | Elatojori · ( Grecia)                | David Vázquez López · España | Pasqual Canals · España      | Florent Payet Francia             |
| XVII   | 2008 | Caspoggio · ( Italia)                | Florent Payet Francia        | Damien Spagnolo Francia      | Nick Beer · Suiza                 |
| XVIII  | 2009 | Kranjska Gora ( Eslovenia)           | Nick Beer · Suiza            | Aurélien Giordanengo Francia | Rémi Thirion Francia              |
| XIX    | 2010 | Hafjell · ( Noruega)                 | Robin Wallner · Suecia       | Nick Beer · Suiza            | Markus Pekoll · Austria           |
| —      | 2011 | —                                    | No realizado                 | No realizado                 | No realizado                      |
| —      | 2012 | —                                    | No realizado                 | No realizado                 | No realizado                      |
| XX     | 2013 | Pamporovo ( Bulgaria)                | Markus Pekoll · Austria      | Manuel Gruber · Austria      | Miran Vauh Eslovenia              |
| —      | 2014 | —                                    | No realizado                 | No realizado                 | No realizado                      |
| XXI    | 2015 | Wisła · ( Polonia)                   | Jure Žabjek Eslovenia        | Sławomir Łukasik · Polonia   | Lutz Weber · Suiza                |
| XXII   | 2016 | Wisła · ( Polonia)                   | Sławomir Łukasik · Polonia   | Lutz Weber · Suiza           | Wojciech Czermak · Polonia        |
| XXIII  | 2017 | Sestola · ( Italia)                  | Florent Payet Francia        | Sławomir Łukasik · Polonia   | Loris Revelli · Italia            |
| XXIV   | 2018 | Lousã ( Portugal)                    | Francisco Pardal Portugal    | Benoît Coulanges Francia     | Johannes Von Klebelsberg · Italia |
| XXV    | 2019 | Pampilhosa da Serra ( Portugal)      | Baptiste Pierron Francia     | Benoît Coulanges Francia     | David Trummer · Austria           |
| —      | 2020 | —                                    | No realizado                 | No realizado                 | No realizado                      |
| XXVI   | 2021 | Maribor ( Eslovenia)                 | Loris Vergier Francia        | Benoît Coulanges Francia     | Danny Hart Reino Unido            |
| XXVII  | 2022 | Maribor ( Eslovenia)                 | Andreas Kolb · Austria       | David Trummer · Austria      | Benoît Coulanges Francia          |
| XXVIII | 2023 | Les Menuires ( Francia)              | Antoine Vidal Francia        | Baptiste Pierron Francia     | Ethan Craik Reino Unido           |
| XXIX   | 2024 | Champéry · ( Suiza)                  | Andreas Kolb · Austria       | Matt Walker Reino Unido      | Loïc Martin Francia               |
| XXX    | 2025 | La Molina · ( España)                | Simon Chapelet Francia       | Andreas Kolb · Austria       | Johan Garcin Francia              |

### Femenino
| Núm.   | Año  | Sede                                 | Oro                            | Plata                       | Bronce                     |
| ------ | ---- | ------------------------------------ | ------------------------------ | --------------------------- | -------------------------- |
| I      | 1991 | La Bourboule ( Francia)              | Giovanna Bonazzi · Italia      | Nathalie Fiat Francia       | Sophie Kempf Francia       |
| II     | 1992 | Möllbrücke · ( Austria)              | Susi Buchwieser · Alemania     | Giovanna Bonazzi · Italia   | Sophie Kempf Francia       |
| III    | 1993 | Klosters · ( Suiza)                  | Giovanna Bonazzi · Italia      | Brigitte Kasper · Suiza     | Rita Bürgi · Suiza         |
| IV     | 1994 | Métabief ( Francia)                  | Anne-Caroline Chausson Francia | Giovanna Bonazzi · Italia   | Brigitte Kasper · Suiza    |
| V      | 1995 | Špindlerův Mlýn · ( República Checa) | Anne-Caroline Chausson Francia | Giovanna Bonazzi · Italia   | Nina Aarrestad · Noruega   |
| VI     | 1996 | Bassano del Grappa · ( Italia)       | Anne-Caroline Chausson Francia | Nolvenn Le Caër Francia     | Mercedes González · España |
| VII    | 1997 | Métabief ( Francia)                  | Anne-Caroline Chausson Francia | Nolvenn Le Caër Francia     | Giovanna Bonazzi · Italia  |
| VIII   | 1998 | Špindlerův Mlýn · ( República Checa) | Anne-Caroline Chausson Francia | Katja Repo · Finlandia      | Regina Stiefl · Alemania   |
| IX     | 1999 | La Molina · ( España)                | Florentina Moser · Austria     | Malin Lindgren · Suecia     | Tracy Moseley Reino Unido  |
| X      | 2000 | Vars ( Francia)                      | Tracy Moseley Reino Unido      | Sabrina Jonnier Francia     | Céline Gros Francia        |
| XI     | 2001 | Livigno · ( Italia)                  | Sarah Stieger · Alemania       | Fionn Griffiths Reino Unido | Tracy Moseley Reino Unido  |
| —      | 2002 | —                                    | No realizado                   | No realizado                | No realizado               |
| XII    | 2003 | Graz · ( Austria)                    | Anne-Caroline Chausson Francia | Marielle Saner · Suiza      | Nolvenn Le Caër Francia    |
| XIII   | 2004 | Wałbrzych · ( Polonia)               | Anne-Caroline Chausson Francia | Marielle Saner · Suiza      | Tracy Moseley Reino Unido  |
| XIV    | 2005 | Commezzadura · ( Italia)             | Anne-Caroline Chausson Francia | Sabrina Jonnier Francia     | Marielle Saner · Suiza     |
| XV     | 2006 | Commezzadura · ( Italia)             | Rachel Atherton Reino Unido    | Marielle Saner · Suiza      | Helen Gaskell Reino Unido  |
| XVI    | 2007 | Elatojori · ( Grecia)                | Sabrina Jonnier Francia        | Céline Gros Francia         | Rachel Seydoux · Suiza     |
| XVII   | 2008 | Caspoggio · ( Italia)                | Sabrina Jonnier Francia        | Petra Bernhard · Austria    | Floriane Pugin Francia     |
| XVIII  | 2009 | Kranjska Gora ( Eslovenia)           | Floriane Pugin Francia         | Emmeline Ragot Francia      | Céline Gros Francia        |
| XIX    | 2010 | Hafjell · ( Noruega)                 | Myriam Nicole Francia          | Floriane Pugin Francia      | Anita Ager-Wick · Noruega  |
| —      | 2011 | —                                    | No realizado                   | No realizado                | No realizado               |
| —      | 2012 | —                                    | No realizado                   | No realizado                | No realizado               |
| XX     | 2013 | Pamporovo ( Bulgaria)                | Emmeline Ragot Francia         | Morgane Charre Francia      | Eva Dimitrova Bulgaria     |
| —      | 2014 | —                                    | No realizado                   | No realizado                | No realizado               |
| XXI    | 2015 | Wisła · ( Polonia)                   | Jana Bártová · República Checa | Veronika Widmann · Italia   | Eleonora Farina · Italia   |
| XXII   | 2016 | Wisła · ( Polonia)                   | Marine Cabirou Francia         | Monika Hrastnik Eslovenia   | Lea Rutz · Suiza           |
| XXIII  | 2017 | Sestola · ( Italia)                  | Eleonora Farina · Italia       | Alia Marcellini · Italia    | Marine Cabirou Francia     |
| XXIV   | 2018 | Lousã ( Portugal)                    | Monika Hrastnik Eslovenia      | Morgane Charre Francia      | Camille Balanche · Suiza   |
| XXV    | 2019 | Pampilhosa da Serra ( Portugal)      | Camille Balanche · Suiza       | Monika Hrastnik Eslovenia   | Veronika Widmann · Italia  |
| —      | 2020 | —                                    | No realizado                   | No realizado                | No realizado               |
| XXVI   | 2021 | Maribor ( Eslovenia)                 | Monika Hrastnik Eslovenia      | Eleonora Farina · Italia    | Veronika Widmann · Italia  |
| XXVII  | 2022 | Maribor ( Eslovenia)                 | Monika Hrastnik Eslovenia      | Camille Balanche · Suiza    | Veronika Widmann · Italia  |
| XXVIII | 2023 | Les Menuires ( Francia)              | Eleonora Farina · Italia       | Monika Hrastnik Eslovenia   | Lisa Baumann · Suiza       |
| XXIX   | 2024 | Champéry · ( Suiza)                  | Lisa Baumann · Suiza           | Valentina Höll · Austria    | Marine Cabirou Francia     |
| XXX    | 2025 | La Molina · ( España)                | Lisa Baumann · Suiza           | Gloria Scarsi · Italia      | Vicky Clavel Francia       |

### Medallero histórico
- Actualizado a La Molina 2025.

| Núm. | País            | Oro | Plata | Bronce | Total |
| ---- | --------------- | --- | ----- | ------ | ----- |
| 1    | Francia         | 27  | 20    | 21     | 68    |
| 2    | Italia          | 5   | 11    | 9      | 25    |
| 3    | Reino Unido     | 5   | 4     | 7      | 16    |
| 4    | Suiza           | 4   | 10    | 10     | 24    |
| 5    | Austria         | 4   | 5     | 2      | 11    |
| 6    | Eslovenia       | 4   | 3     | 1      | 8     |
| 7    | Alemania        | 4   | 1     | 3      | 8     |
| 8    | España          | 2   | 1     | 1      | 4     |
| 9    | Polonia         | 1   | 2     | 1      | 4     |
| 9    | Suecia          | 1   | 2     | 1      | 4     |
| 11   | Eslovaquia      | 1   | 0     | 0      | 1     |
| 11   | Portugal        | 1   | 0     | 0      | 1     |
| 11   | República Checa | 1   | 0     | 0      | 1     |
| 14   | Finlandia       | 0   | 1     | 0      | 1     |
| 15   | Noruega         | 0   | 0     | 2      | 2     |
| 16   | Bélgica         | 0   | 0     | 1      | 1     |
| 16   | Bulgaria        | 0   | 0     | 1      | 1     |
|      | TOTAL           | 60  | 60    | 60     | 180   |

## Trials

### Masculino 20″
| Núm.  | Año        | Sede                         | Oro                         | Plata                       | Bronce                      |
| ----- | ---------- | ---------------------------- | --------------------------- | --------------------------- | --------------------------- |
| I–V   | 2003– 2007 | —                            | No realizado                | No realizado                | No realizado                |
| VI    | 2008       | Heubach · ( Alemania)        | Rafał Kumorowski · Polonia  | Benito Ros Charral · España | Marco Thomä · Alemania      |
| VII   | 2009       | Zoetermeer · ( Países Bajos) | Daniel Comas Riera · España | Benito Ros Charral · España | Rafał Kumorowski · Polonia  |
| VIII  | 2010       | Melsungen · ( Alemania)      | Benito Ros Charral · España | Abel Mustieles · España     | Rafał Kumorowski · Polonia  |
| IX    | 2011       | Biella · ( Italia)           | Daniel Comas Riera · España | Benito Ros Charral · España | Abel Mustieles · España     |
| X     | 2012       | Weilrod · ( Alemania)        | Abel Mustieles · España     | Vincent Hermance Francia    | Ion Areitio · España        |
| XI    | 2013       | Berna · ( Suiza)             | Abel Mustieles · España     | Ion Areitio · España        | Rick Koekoek · Países Bajos |
| XII   | 2014       | Wałbrzych · ( Polonia)       | Abel Mustieles · España     | Benito Ros Charral · España | Rick Koekoek · Países Bajos |
| XIII  | 2015       | Chies d'Alpago · ( Italia)   | Benito Ros Charral · España | Abel Mustieles · España     | Alex Rudeau Francia         |
| XIV   | 2016       | Le Puy-en-Velay ( Francia)   | Abel Mustieles · España     | Benito Ros Charral · España | Joacim Nymann · Suecia      |
| —     | 2017       | —                            | No realizado                | No realizado                | No realizado                |
| XV    | 2018       | Moudon · ( Suiza)            | Ion Areitio · España        | Thomas Pechhacker · Austria | Dominik Oswald · Alemania   |
| XVI   | 2019       | Lucca · ( Italia)            | Dominik Oswald · Alemania   | Alejandro Montalvo · España | Thomas Pechhacker · Austria |
| —     | 2020-2022  | —                            | No realizado                | No realizado                | No realizado                |
| XVII  | 2023       | Poprad · ( Eslovaquia)       | Borja Conejos · España      | Alejandro Montalvo · España | Dominik Oswald · Alemania   |
| XVIII | 2024       | Jeumont ( Francia)           | Eloi Palau · España         | Borja Conejos · España      | Alejandro Montalvo · España |

### Masculino 26″
| Núm.  | Año       | Sede                         | Oro                        | Plata                       | Bronce                           |
| ----- | --------- | ---------------------------- | -------------------------- | --------------------------- | -------------------------------- |
| I     | 2003      | Graz · ( Austria)            | Vincent Hermance Francia   | Kenny Belaey · Bélgica      | Juan de la Peña · España         |
| II    | 2004      | Wałbrzych · ( Polonia)       | Vincent Hermance Francia   | Marc Caisso Francia         | Kenny Belaey · Bélgica           |
| III   | 2005      | Kluisbergen · ( Bélgica)     | Kenny Belaey · Bélgica     | Vincent Hermance Francia    | Rafał Kumorowski · Polonia       |
| IV    | 2006      | Colonia · ( Alemania)        | Kenny Belaey · Bélgica     | Vincent Hermance Francia    | Daniel Comas Riera · España      |
| V     | 2007      | Wałbrzych · ( Polonia)       | Vincent Hermance Francia   | Kenny Belaey · Bélgica      | Gilles Coustellier Francia       |
| VI    | 2008      | Heubach · ( Alemania)        | Gilles Coustellier Francia | Giacomo Coustellier Francia | Vincent Hermance Francia         |
| VII   | 2009      | Zoetermeer · ( Países Bajos) | Gilles Coustellier Francia | Kenny Belaey · Bélgica      | Vincent Hermance Francia         |
| VIII  | 2010      | Melsungen · ( Alemania)      | Gilles Coustellier Francia | Kenny Belaey · Bélgica      | Vincent Hermance Francia         |
| IX    | 2011      | Biella · ( Italia)           | Kenny Belaey · Bélgica     | Vincent Hermance Francia    | Gilles Coustellier Francia       |
| X     | 2012      | Weilrod · ( Alemania)        | Gilles Coustellier Francia | Hannes Herrmann · Alemania  | Guillaume Dunand Francia         |
| XI    | 2013      | Berna · ( Suiza)             | Gilles Coustellier Francia | Vincent Hermance Francia    | Aurélien Fontenoy Francia        |
| XII   | 2014      | Wałbrzych · ( Polonia)       | Gilles Coustellier Francia | Kenny Belaey · Bélgica      | Vincent Hermance Francia         |
| XIII  | 2015      | Chies d'Alpago · ( Italia)   | Jack Carthy Reino Unido    | Vincent Hermance Francia    | Giacomo Coustellier Francia      |
| XIV   | 2016      | Le Puy-en-Velay ( Francia)   | Gilles Coustellier Francia | Vincent Hermance Francia    | Aurélien Fontenoy Francia        |
| —     | 2017      | —                            | No realizado               | No realizado                | No realizado                     |
| XV    | 2018      | Moudon · ( Suiza)            | Jack Carthy Reino Unido    | Nicolas Vallée Francia      | Pol Tarrés Martrat · España      |
| XVI   | 2019      | Lucca · ( Italia)            | Jack Carthy Reino Unido    | Nicolas Vallée Francia      | Sergi Llongueras · España        |
| —     | 2020-2022 | —                            | No realizado               | No realizado                | No realizado                     |
| XVII  | 2023      | Poprad · ( Eslovaquia)       | Jack Carthy Reino Unido    | Daniel Barón · España       | Julen Sáenz de Ormijana · España |
| XVIII | 2024      | Jeumont ( Francia)           | Jack Carthy Reino Unido    | Charlie Rolls Reino Unido   | Julen Sáenz de Ormijana · España |

### Femenino
| Núm.  | Año        | Sede                         | Oro                            | Plata                          | Bronce                            |
| ----- | ---------- | ---------------------------- | ------------------------------ | ------------------------------ | --------------------------------- |
| I–III | 2003– 2005 | —                            | No realizado                   | No realizado                   | No realizado                      |
| IV    | 2006       | Colonia · ( Alemania)        | Mireia Abant Condal · España   | Karin Moor · Suiza             | Julie Pesenti Francia             |
| V     | 2007       | Wałbrzych · ( Polonia)       | Mireia Abant Condal · España   | Karin Moor · Suiza             | Gemma Abant Condal · España       |
| VI    | 2008       | Heubach · ( Alemania)        | Karin Moor · Suiza             | Julie Pesenti Francia          | Mireia Abant Condal · España      |
| VII   | 2009       | Zoetermeer · ( Países Bajos) | Karin Moor · Suiza             | Mireia Abant Condal · España   | Gemma Abant Condal · España       |
| VIII  | 2010       | Melsungen · ( Alemania)      | Karin Moor · Suiza             | Gemma Abant Condal · España    | Mireia Abant Condal · España      |
| IX    | 2011       | Biella · ( Italia)           | Karin Moor · Suiza             | Romina Fix · Alemania          | Mireia Abant Condal · España      |
| X     | 2012       | Weilrod · ( Alemania)        | Tatiana Janíčková · Eslovaquia | Gemma Abant Condal · España    | Andrea Wesp · Alemania            |
| XI    | 2013       | Berna · ( Suiza)             | Gemma Abant Condal · España    | Tatiana Janíčková · Eslovaquia | Mireia Abant Condal · España      |
| XII   | 2014       | Wałbrzych · ( Polonia)       | Tatiana Janíčková · Eslovaquia | Gemma Abant Condal · España    | Nina Reichenbach · Alemania       |
| XIII  | 2015       | Chies d'Alpago · ( Italia)   | Tatiana Janíčková · Eslovaquia | Nina Reichenbach · Alemania    | Kristína Sýkorová · Eslovaquia    |
| XIV   | 2016       | Le Puy-en-Velay ( Francia)   | Tatiana Janíčková · Eslovaquia | Nina Reichenbach · Alemania    | Debi Studer · Suiza               |
| —     | 2017       | —                            | No realizado                   | No realizado                   | No realizado                      |
| XV    | 2018       | Moudon · ( Suiza)            | Nina Reichenbach · Alemania    | Manon Basseville Francia       | Alba Hidalgo · España             |
| XVI   | 2019       | Lucca · ( Italia)            | Nina Reichenbach · Alemania    | Manon Basseville Francia       | Vera Barón · España               |
| —     | 2020-2022  | —                            | No realizado                   | No realizado                   | No realizado                      |
| XVII  | 2023       | Poprad · ( Eslovaquia)       | Vera Barón · España            | Alba Riera Roura · España      | Nina Reichenbach · Alemania       |
| XVIII | 2024       | Jeumont ( Francia)           | Vera Barón · España            | Nina Reichenbach · Alemania    | Eliška Hříbková · República Checa |

### Medallero histórico
- Actualizado a Jeumont 2024.

| Núm. | País            | Oro | Plata | Bronce | Total |
| ---- | --------------- | --- | ----- | ------ | ----- |
| 1    | España          | 16  | 17    | 17     | 50    |
| 2    | Francia         | 10  | 14    | 12     | 36    |
| 3    | Reino Unido     | 5   | 1     | 0      | 6     |
| 4    | Suiza           | 4   | 2     | 1      | 7     |
| 5    | Eslovaquia      | 4   | 1     | 1      | 6     |
| 7    | Alemania        | 3   | 5     | 6      | 14    |
| 6    | Bélgica         | 3   | 5     | 1      | 9     |
| 8    | Polonia         | 1   | 0     | 3      | 4     |
| 9    | Austria         | 0   | 1     | 1      | 2     |
| 10   | Países Bajos    | 0   | 0     | 2      | 2     |
| 11   | República Checa | 0   | 0     | 1      | 1     |
| 11   | Suecia          | 0   | 0     | 1      | 1     |
|      | TOTAL           | 46  | 46    | 46     | 138   |